# Marina Caskey
Marina Fernandes de Barros Caskey (Aracaju, 22 de maio de 1978) é uma médica infectologista, com fellowship em doenças infecciosas no Cornell's NewYork–Presbyterian Hospital, um dos maiores hospitais privados de Nova Iorque, nos Estados Unidos, e um dos mais movimentados do mundo, cientista e professora associada de investigação clínica no Laboratório de Imunologia Molecular da Universidade Rockefeller, uma das principais instituições do mundo voltada à Medicina.  
Formada em Medicina pela Universidade Federal de Sergipe, casou-se com um americano, indo morar no Estados Unidos, onde fez sua residência médica. Atualmente, faz parte de um grupo de pesquisadores que procura uma forma de neutralizar a ação do vírus HIV.  
Em 2015, como membro do corpo docente da Rockefeller, fez um trabalho de pesquisa clínica sobre a vacina contra o vírus HIV e o desenvolvimento de adjuvantes de vacina, no laboratório do ganhador do Prêmio Nobel da Fisiologia e Medicina de 2011, Ralph M. Steinman, conseguindo criar um anticorpo capaz de neutralizar o HIV e reduzir a carga do vírus a níveis baixíssimos. 
Em 2020, juntamente com a equipe do Laboratório de Imunologia Molecular da Rockefeller, atua diretamente na linha de frente com o imunologista Michel C. Nussenzweig na coordenação de estudos clínicos relativos à pesquisa sobre o novo coronavírus, na busca para a cura do Covid-19.   